# 颍州古城墙
颍州古城墙或称颍州城墙、阜阳城墙，位于中国安徽省阜阳市颍州区，为原颍州府城墙。1939年，城墙拆除，现仅存两段残迹。2012年12月26日，以颍州古城墙之名列入安徽省第七批省级文物保护单位。

## 历史
元代之前，颍州城墙为夯土结构，分南北二城。洪武初年，李胜重修颍州城，北城城垣外包城砖。
明万历二年(1547年)，知州赵世相扩建颍州城，将南城垣包以城砖（亦有人认为，南城改为砖城是在正德年间），南北二城连二为一。
1939年，拆除颍州城墙。1949年后，拆除鼓楼，城墙原址改为马路。

## 形制
颍州北城城墙设5门，分别为：北为承恩门，东为达淮门，西为通汴门、望湖门（俗称水西门），南为镇颍门（即鼓楼）。
南城设3门，东为宣阳门，南为迎薰门，西为宜秋门。